# Свинковская, Елена Иосифовна
Елена Иосифовна Свинковская (1928, Минский округ — 2010, Жамбылская область) — доярка свеклосовхоза «Джамбулский» Байзакского района Джамбулской области, Казахская ССР. Герой Социалистического Труда (1973).
Родилась в 1928 году в крестьянской семье в селе Черногубово (сегодня — Копыльский район Минской области). В 50-е годы XX столетия по комсомольской путёвке отправилась на освоение целины в Казахстан, где трудилась дояркой в свеклосовхозе «Джамбулский» Байзакского района.
Указом Президиума Верховного Совета СССР от 6 июля 1973 года удостоена звания Героя Социалистического Труда с вручением ордена Ленина и золотой медали «Серп и Молот».